# Bostrychoplites
Bostrychoplites là một chi bọ cánh cứng bản địa của vùng nhiệt đới châu Phi. Sự có mặt của nó ở châu Âu là đáng nghi ngờ.